# 五番町 (千代田區)
五番町（日语：／ Gobanchō */?）是東京都千代田區的地名、町名。人口739人。郵遞區號102-0076。

## 地理
東京都千代田區西北部。北邊與西部是JR中央線與外濠，東北接千代田區九段北，東臨千代田區九段南，南鄰千代田區四番町、千代田區六番町。
本地靠近市谷站，區內多公寓、大樓。

## 歷史
江戶城外郭門之一的市谷御門（現JR市谷站附近）位於此地。明治時代的町名為土手三番町。
明治時期，此地變成華族與官吏的住所。此外，與其他番町一樣是文人雲集的地區。知名小說家泉鏡花、夏目漱石門生內田百間、芥川賞得主吉行淳之介都曾是五番町居民。
1938年（昭和13年），土手三番町改名五番町。

### 地名由來
因護衛將軍的「五番組」住所而得名。

## 教育機關

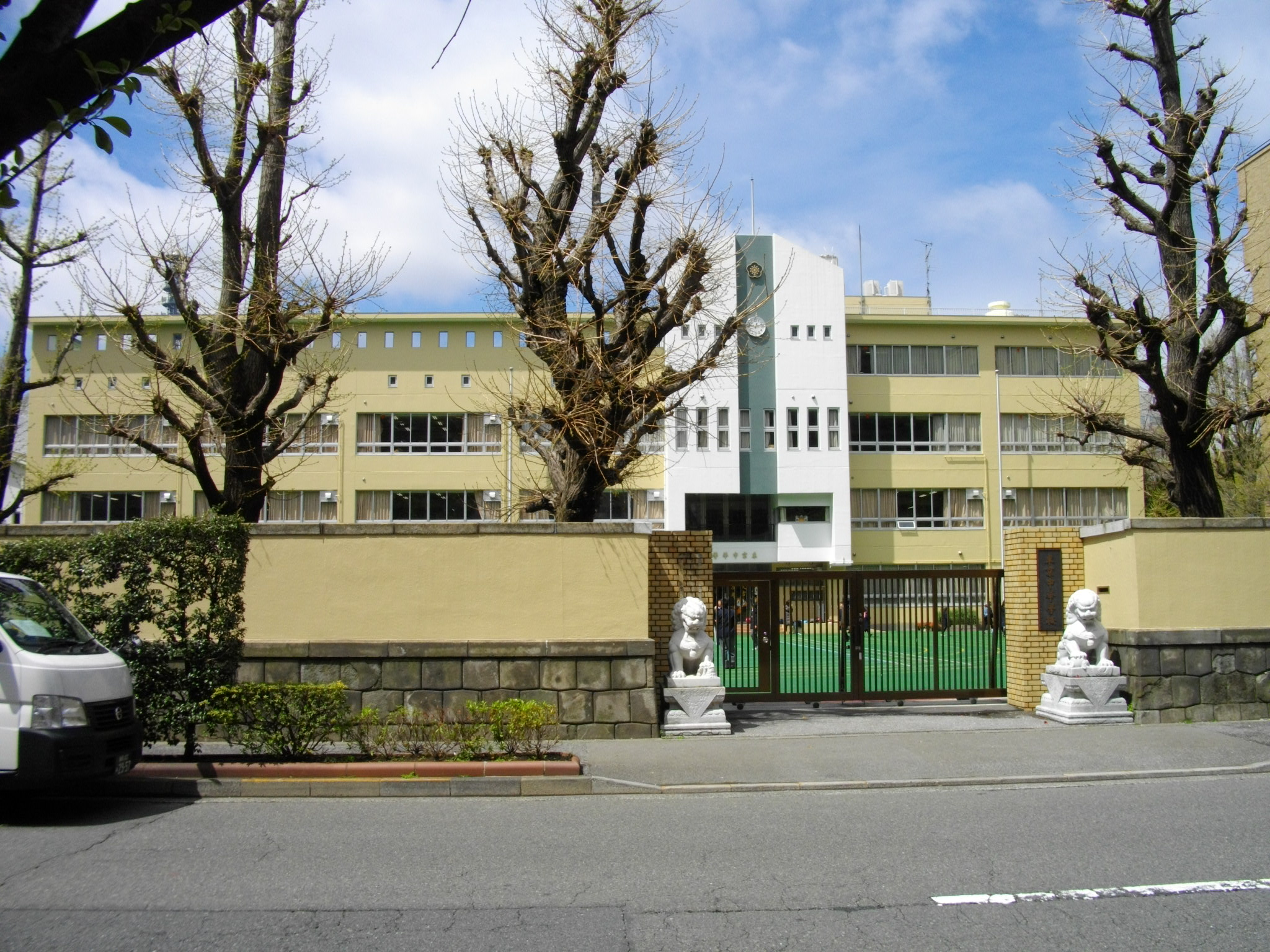
東京中華學校

大學
- 日本大學大學院總合科學研究科

其他學校
- 東京中華學校

## 設施
設施
- 日本棋院會館

企業
- 明光商會（日语：明光商会）－本社所在地

## 交通
鐵路
- JR東日本 市谷站（■中央、總武線（各站停車））
- 都營地下鐵 市谷站（○新宿線） - 設有出入口。（所在地：九段南）
- 東京地下鐵 市谷站（○有樂町線、○南北線） - 設有出入口。（所在地：新宿區市谷田町）

道路
- 東京都道302號新宿兩國線（靖國通）

## 備註
1. ↑  .   [2013-08-01]. （原始内容存档于2013-10-23）.
2. ↑  .   [2013-08-13]. （原始内容存档于2020-10-20）.